# Den guddommelige Komedie
La Divina Commedia (Den Guddommelige Komedie) af den florentinske digter Dante Alighieri er det mest berømte værk fra tiden mellem middelalder og renæssance. I værket fortæller Dante om en rejse mod det hinsidige med sig selv som mere eller mindre fiktiv hovedperson.

## Komediens historie
Man regner med at det tog Dante mindst 15 år at skrive værket Comedía (= Komedie), og at det først blev færdigt kort før hans død i 1321. Det er uvist om navnet skal forstås som genrebetegnelse eller titel. Udtrykket “Komedie" optræder to gange i Inferno-delen og ikke siden. I Paradis-delen omtaler Dante selv værket som il poema sacro ("det hellige digt"). Ordet divina blev først tilføjet på titelbladet i en venetiansk udgave fra 1555.  Comedía kan i dag virke misvisende, da der hverken er tale om et teaterstykke eller latter i digtet. I klassisk græsk var en komedie et teaterstykke med en lykkelig slutning og i middelalderens Italien en historie eller et digt med en lykkelig slutning. Dante kaldte den "komedie" fordi den endte godt i Himlen hos Gud, og fordi dens stil ikke er ophøjet som i en klassisk tragedie, men blandet med talesprog. Den er skrevet på italiensk og ikke på latin, som var middelalderens  litteratursprog om alvorlige emner som religion. Komedier var skrevet for folket og handlede både om det hinsides og om dagliglivet. Dantes digt er beslægtet med Boccaccios løsslupne folkelige fortællinger, og Boccaccio var den første der holdt forelæsninger over komedien i 1373. Chaucer læste den også på sine rejser til Italien i 1372 og 1378. En grund til, at Dante som Shakespeare kom til at stå i lav kurs i oplysningstiden og humanismen, er brutaliteten i deres værker; de blev regnet som rå, vulgære og sprogligt upolerede. Først i slutningen af 1700-tallet satte man pris på disse egenskaber igen; i romantikernes øjne var brutalitet forbundet med det ægte og oprindelige.
Dante er både auctor (forfatter) og actor (aktør/skuespiller/person) i sit digt, og La Divina Commedia kan opfattes som den første europæiske jeg-roman, hvor den ligefremme fortælling i datid blandes med fortællerkommentarer og læserhenvendelser i nutid. Læseren tages med på en rejse hinsides livet og virkeligheden. Fortællingen foregår i 1300, hvor Dante gennemrejser de tre dødsriger med tre vejvisere: den romerske digter Vergil; Dantes elskede, Beatrice; og den religiøse reformator Skt. Bernhard af Clairvaux. Valget af Vergil som mentor viser Dantes stolthed over sit eget angivelige romerblod. Vergil var kejser Augustus' hof-ideolog, og Dante tænkte sig kejseren som en fredsstifter (pax romana). Dante er en politisk forkynder på jagt efter en fredsfyrste som kan samle de italienske bystater til en helhed og få en ende på borgerkrigene, som det lykkedes Augustus i Rom. Dante oplevede sit hjemland som Romerrigets forrevne rester, der burde samles igen. Han var skeptisk med hensyn til pavens formåen; for da komedien blev skrevet, var pavehoffet flyttet til Avignon. Italiens samling var for Dante en genoprettelse af Augustus' verdensrige.
Efter Dantes mening finder den enkelte sig selv først i fællesskab med andre; "synd" er først og fremmest en forbrydelse mod fællesskabet, og Helvede stedet hvor den enkelte kun søger sit eget. På hans tid fandtes intet skel mellem "religion" og "politik". Først med Machiavelli blev "politik"  uafhængigt af teologiske begrundelser. Helvede er "smertens by". 
Bogen er i tre dele: Helvede (Inferno), Skærsilden (Purgatorio: renselsessted) og Paradiset (Paradiso). Dante finder til sidst vejen gennem dødsriget frem til Guds åsyn.
Dante fremstiller Purgatoriet som et bjerg der ligger modsat Jerusalem, dvs. på den sydlige halvkugle. Det blev skabt da den oprørske ærkeengel Lucifer nedstyrtes fra Himlen og ramte Jorden. Bjerget består af syv terrasser, som hver tjener til renselse af de Syv Dødssynder (Fråseri, Gerrighed, Hovmod, Misundelse, Dovenskab, Vellyst og Vrede). Ild er der kun øverst, hvor de bodfærdige renser sig for Vellyst. På vejen op ad bjerget møder Dante flere kendte personer som skal renses inden de kommer til Himlen (Paradiso).
La Divina Commedia er sin tids vigtigste italienske litterære værk og et højdepunkt i verdenslitteraturen. Dantes poema sacro (som han sagde at både Himmel og Helvede har bidraget til) er litteratur i ordets sande betydning. Digteren har med dybsindig forestillingsevne skabt en poesi som til hver en tid er både "universel" og "personlig". La Divina Commedia er ikke alene en politisk og religiøs manifestation af Dante, men også af den sene middelalder. Dens budskab, som bliver bragt i en velkomponeret og gennemtænkt form, rækker sig mod alle tider og mennesker, som et af de vigtigste eksempler på middelalderens verdensbillede, moral og digtekunst. Når der i slutningen af 1300-tallet blev forelæst over Dantes digt i Firenze, Pisa, Pistoia, Siena og Verona, var grunden at komedien blev opfattet som den reneste sandhed om dyder, laster, synder og lidenskaber. Han repræsenterede en ny lærdom, idet han ikke var gejstlig, som de fleste middelalderskribenter. Hans lærdom var af verdslig art; han kendte sin tids astronomi, geografi, kosmologi og optik og trak alt sammen ind i digtet.  I klassicismens storhedstid i 1600-tallet oversatte en jesuit komedien til latin, så den ikke skulle gå i glemmebogen; og filologer rekonstruerede det italienske volgare (talesprog) ved at leksikalisere hans rige toskanske ordforråd. På samme vis som engelsk  blev Shakespeares engelsk, tog italiensk sprog udgangspunkt i Dantes toskansk. Litterært har italiensk været nærmest uændret de sidste 600 år. 
På baggrund af Komediens status i Italien som national klassiker og fast skolepensum opstår der fra tid til anden diskussion om dens indhold og tendens. I 2012 har den radikale italienske menneskerettighedsorganisation Gherush 92 kaldt Dantes værk racistisk, islamofobisk og antisemitisk og hævdet, at det bør fjernes fra skolernes pensum.

## Helvede efter Dante
Før Dante behøvede fremstillinger af Helvede i billedkunsten ingen anden plads end en lille stribe nederst til højre (fra Münster i 800-tallet til Giotto ca. 1300). Efter Dante fik Helvede derimod ofte en hel væg for sig selv, fx i Strozzi-kapellet i Sta Maria Novella i Firenze. Helvede fik ikke blot større plads, men også mere orden og systematik.

## Handling

### Helvede
Digtet begynder natten før langfredag 1300, "på midten af vor vandring gennem livet" (nel mezzo del cammin di nostra vita) og åbner således in medias res. Dante er femogtredive år gammel, halvdelen af den bibelske livslængde på 70 år (Salmerne 90:10). Han er faret vild i en mørk skov, hvor han angribes af vilde dyr, som han ikke kan passere: en panter/los (una lonza) af ubestemt køn, en (han)løve (un leone) og en hunulv (una lupa). Han kan ikke finde den rigtige vej (diritta via) til frelsen. Dante forstår at han ødelægger sig selv, at han vil falde ind i et "dybt sted" (basso loco), hvor solen tier ('l sol tace), men han bliver reddet af Vergil, som griber ind på Beatrices opfordring (anden sang). Sammen med Vergil drager han ned i underverdenen.
Dante og Vergil træder ind gennem Helvedes porte, hvor der står indskrevet "Her lades alt håb ude" (Lasciate ogne speranza, voi ch'intrate). De kommer først til Helvedes forgård, hvor de ubrugelige bor – de, som var så ubetydelige at de hverken fortjener at regnes med i Himmelen eller Helvede. Til evig tid må de jage rundt og rundt efter en vimpel og blive stukket af hvepse (tredje sang). Derefter ror Charon Dante og Vergil over floden Acheron til Helvede.
Vergil leder Dante gennem Helvedes ni koncentriske cirkler: hver af dem huser stadig værre syndere. De når ind til Jordens centrum, hvor Satan, den faldne lysengel Lucifer holdes fanget – fastfrosset i is til livet: hans overkrop vender dermed mod den nordlige halvkugle, med benene mod syd. De døde straffes på en måde som passer til den synd de har begået, hvilket Dante betegner som contrapasso, “modstraf" .
- Første ring er Limbo, hvor de udøbte og retskafne hedninge bor – de der, selv om de ikke er syndere, heller ikke er kristne (fordi de aldrig fik muligheden; her er græske filosoffer). De straffes ikke, men længes uden håb efter Paradiset og Guds nærvær. Homer, Sokrates, Platon og Aristoteles færdes her.

Næste ring eller sfære kommer digterne ned til ved at gå gennem en port der vogtes af uhyret Minos, som forviser hver sjæl til én af de nedre otte cirkler. De er anlagt efter den Aristoteles' klassiske forståelse af dyder og laster, som beskrevet i Den nikomakiske etik. De er inddelt i tre grupper; den første er la lonzas synder: manglende kontrol over begær og lyster. De er de mindst formastelige synder:
- Anden ring: De tøjlesløst lidenskabelige, som holdes fanget i en vældig storm, så de aldrig formår at røre ved hinanden igen. To er Francesca af Rimini og hendes elsker Paulo (femte sang). Francesca måtte giftes med fyrsten af Ravenna, der var forkrøblet både af legeme og sjæl. Han friede derfor ikke selv, men sendte sin kønne bror Paulo. Ham forelskede Francesca sig i, i den tro at han var hendes kommende ægtemand. Det ulykkelige par blev opdaget af den grumme fyrste, der slog dem ihjel på stedet. Men først i tredje sfære er vi nået ned til det øvre Helvede:
- Tredje ring: De glubske, der ligger med ansigtet ned i skidtet, mens de gnaves itu af hunden Cerberus (sjette sang).
- Fjerde ring: De grådige, der samlede rigdomme om sig, og de ødsle, som har sløset dem væk, tvinges til at skubbe enorme værdiløse stenblokke mod hinanden i stedet for de ædle guldmønter de satte alt for stor pris på. De griske og de ødsle er to alen af et stykke og har derfor for evigt sat hinanden stævne.
- Femte ring: De hævngerrige (de aktivt vrede) som må kæmpe mod hinanden i floden Styx, og de hadefulde (de passivt vrede), der holdes fanget under vandet.

De nedre dele af Helvede ligger inden for murene rundt om byen Dis, som igen omsluttes af Styx (niende sang). Her findes de aktive synder. Først kommer de voldelige synder (løvens synder):
- Sjette ring: Kættere, gudsbespottere og epikuræere, fanget i gloende sarkofager som i et flammende bad (tiende og ellevte sang).
- Syvende ring: Voldsmænd (tolvte til syttende sang), der vogtes af tyremanden Minotauros. Denne sfære er igen inddelt i tre ringe:
  - Ydre ring: De der øvede vold mod mennesker og ejendom, befinder sig i en sø af kogende blod (tolvte sang).
  - Midterste ring: De der øvede vold mod sig selv – selvmordere – er omskabt til tornede, sorte træer. I modsætning til alle andre døde bliver de ikke genfødt efter den yderste dag. Andre vil fortsætte i Helvede eller Himmelen, men i fysisk (ikke kun åndelig) forstand, for selvmorderen har stødt sit eget legeme fra sig og er fanget for altid i et træ, med sit legeme hængende fra grenene. På Dantes tid blev ens ejendom anset som en forlængelse af kroppen; følgelig var det at skade sin egen ejendom som at skade sig selv.
  - Inderste ring: De der har øvet vold mod Gud, kunst og natur – blasfemikere, sodomitter og ågerkarle – holder til i en ørken af brændende sand, hvor der regner flammer fra himmelen (fjortende til syttende sang).

De to sidste ringe i Helvede er for overlagte synder, svig og bedrageri. De kan kun nås ved at klatre nedad en stor skrænt til Helvedes dyb:
- Ottende ring: De bedrageriske, skyldige i overlagt ondskab, holder til den grufulde skakt Malebolge [5] (attende til tredivte sang). Uhyret Geryon [6] flyver Dante og Vergil derned. Malebolge er inddelt i ti grøfter:
  - Første grøft: Alfonser og forførere flygter med bar overkrop, mens de piskes af dæmoner (attende sang).
  - Anden grøft: Smigrere, der vælter sig i afføring (attende sang).
  - Tredje grøft: De der har solgt kirkelige embeder for penge, står med hovedet nedad i mørke huller, mens flammer brænder deres sprællende fodsåler – de fleste genkendes som paver (nittende sang). Pave Nikolaus 3. udpeger to af sine efterfølgere som simonitter: Pave Bonifacius 8. og pave Clemens 5. Dante forfærdes over hvad han ser, og udtaler at der er meget lidt forskel mellem afgudsdyrkere og disse paver. De første dyrker kun én afgud, guldkalven – de andre dyrker mange.
  - Fjerde grøft: Troldmænd og spåmænd, hvis hoveder er vredet om så de kun kan se fremtiden fra nakken (tyvende sang).
  - Femte grøft: Korrupte politikere, fanget i en indsø af kogende beg, hvor de ikke kan stikke hovedet op uden at dyppes ned igen af djævelens lanse, "ligesom kokken gør med kødstykket, når det kommer op af vandet i gryden" [7] (en- og toogtyvende sang). Djævlene hedder Malebranche(rne) (= Onde Kløer). Deres leder, Malacoda (= Onde Hale), udpeger en eskorte for Vergil og Dante. Eskorten griber fat i Ciampolo, der identificerer nogle italienske svindlere, og narrer Malebranche for at undslippe ned i indsøen (énogtyvende til treogtyvende sang).
  - Sjette grøft: Hyklere, som må gå i tunge, forgyldte blykapper. I middelalderen troede man at ordet for hykler, hyperkritos, kom af det græske ipér khritos (= udvendigt guld), derfor påklædningen.[8] Dante taler med Catalano og Loderingo, medlemmer af "De Glade Brødre" (ital. Frati Gaudenti) (treogtyvende sang).
  - Syvende grøft: Tyve, bevogtet af kentauren (som Dante beskriver ham) Cacus. De jages og bides af slanger. Biddene forvandler dem på forskellig vis. Nogle brændes til aske, for så at genopstå, mens en florentiner smelter sammen med en seksbenet slange, og en anden bytter udseende med et firben (fire- og femogtyvende sang).
  - Ottende grøft: Bedrageriske rådgivere, fanget i flammer (sjæle skyldige i svigefuld brug af intellekt og veltalenhed). På grund af deres roller i den trojanske krig, er Odysseus og Diomedes fanget i en todelt flamme. Odysseus fortæller om sin sidste rejse. Guido da Montefeltro beskriver hvordan hans råd til pave Bonifatius 8. medførte fordømmelse, til trods for pavens løfte om tilgivelse (seks- og syvogtyvende sang.
  - Niende grøft: De der har sået splid, og hvis nu kroppe skæres op af en sværdsvingende djævel. De heles i løbet af runden, for så at skæres op på ny. Muhammed beder Dante om at advare den skismatiske kætter broder Dolcino oppe på jorden (otte- og niogtyvende sang).
  - Tiende grøft: Falsknere, som alkymister, falskmøntnere, menedere og bedragere. Hver af dem straffes ved at påføres en sygdom (niogtyvende og 30. sang).

Passagen til den niende ring er omgivet af giganter fra klassisk og bibelsk mytologi. Nimrod er en bibelsk skikkelse (første Mosebog 10:8-12), oldebarn af Noa, og efter traditionen den der lod Babelstårnet bygge. Dante og Vergil sænkes ned i afgrunden af Antanevs (31. sang).
- Niende ring: Forrædere, skilt fra andre bedragere, fordi de svigtede nogen de havde et særligt forhold til. De er frosset fast i floden Cocytus (af græsk κωκυτός = "klage"), som i Dantes verden er forvandlet til en sø af is (32. til 34. sang). Hver gruppe forrædere sidder fast i isen i forskellig højde, nogle fra livet og ned, andre med hele kroppen. Ringen er delt ind i fire koncentriske områder:
  - Caina: Dem der forrådte slægtninge (32. sang), efter Kain der dræbte sin egen bror.
  - Antenora: Dem der forrådte deres eget folk, parti, hjemby eller land. Har sit navn efter Antenor af Troja, der efter middelalderlig tradition forrådte sin by til grækerne. Grev Ugolino gnaver på sin rival ærkebiskop Ruggieris hoved. Ugolino tager en pause i måltidet for at beskrive hvordan Ruggieri fængslede ham og hans børn, og lod dem sulte ihjel (32. og 33. sang).
  - Ptolemæa: De der forrådte deres gæster (33. sang). Sandsynligvis efter Ptolemaios, kaptajn fra Jeriko, som inviterede ypperstepræsten Simon Makabæeren og hans sønner til gilde og dræbte dem. En af dem der holder til i Ptolemæa, broder Alberigo, fortæller at det sker at en sjæl falder derned før Atropos (= skæbnen, der bryder livstråden) havde villet sende den. Deres legemer på Jorden bliver straks besat af en dæmon.
  - Judecca: Dem der forrådte deres herrer og velgørere (34. sang). Satan (Dis) befinder sig i områdets midte. Han, som en gang var den smukkeste af ærkeenglerne (Lucifer), er forvandlet til et uhyre med tre hoveder, frosset fast i is til livet. Han kan slå med vingerne, men det øger bare kulden. Hvert af hans tre hoveder gnaver på en forræder: Brutus og Cassius, der begge stod bag attentatet på Julius Cæsar på hver side, og Judas Iskariot i midten.

De to digtere flygter ved at klatre ned ad Lucifers pels og videre gennem en tunnel, som går tværs gennem Jorden og ender under den sydlige stjernehimmel. De ankommer lige før daggry påskemorgen.

### Purgatoriet
Fra Helvedes dyb kommer Dante og Vergil ud til bjerget Purgatorio (skærsildbjerget), som Dante placerer midt på den sydlige halvkugle, modsat Jerusalem. De første dele af bogen beskriver Antepurgatorio, som består af stranden og bakkerne ved bjergets fod. Det bevogtes af Cato, som i romersk historie er kendt for sin kamp mod korruption og for sit halsstarrige selvmord. Da Cato forstod at han havde tabt slaget mod Julius Cæsar, kastede han sig mod sit sværd.
Sjælene i Antepurgatorio venter på at bestige bjerget for at gennemføre deres fortjente bodsgang. Her finder vi de bandlyste der først omvendte sig og angrede på dødslejet, og dem der led en voldsom død – uden at have skriftet og fået kirkelig tilgivelse for deres synder, men først angrede i sidste stund. Til slut kommer pilgrimmen og hans ledsager til en dal hvor europæiske herskere der forsømte deres pligter, holder til (syvende til ottende sang). Fra denne dal bliver Dante båret sovende til Skærsildbjergets porte (niende sang). Den vogtes af en engel med et sværd, og denne engel sætter syv P-tegn på Dantes pande, for latinsk “Peccatum", synd. Efterhånden, som han bestiger bjergets syv niveauer, slettes tegnene ud, et efter et.
Fra Antepurgatorio leder Vergil så Dante gennem bjergets syv afsatser. De hentyder til middelalderteologiens syv dødssynder. De syv dødssynder i den form Dante giver dem kan spores tilbage til Thomas Aquinas, Augustin og Bonaventura. Hver af bjergets afsatser renser sjælen for en bestemt synd og på en passende måde:
- Hovmod, ved at bære en tung sæk på ryggen, så bæreren ikke magter at holde hovedet løftet (tiende til tolvte sang).
- Misundelse, ved at få øjnene syet i, og ved at gå med tøj der gør det umuligt at skelne dem fra jorden (trettende til femtende sang).
- Vrede, ved at vandre omkring i en tæt røg (femtende til syttende sang).
- Dovenskab, ved uafladelig at løbe rundt (attende og nittende sang).
- Griskhed, ved at ligge med ansigtet ned mod jorden (nittende til enogtyvende sang).
- Glubskhed, ved at afstå fra både mad og drikke (to- til fireogtyvende sang).
- Utugt, ved at brænde i lutrende flammer (fem- til syvogtyvende sang).

I syttende og attende sang lader Dante Vergil udrede kærlighedens væsen og skærsildbjergets opbygning. Kærlighed i sig selv kan være naturlig eller rationel. Det er den rationelle eller viljestyrede kærlighed der fører menneskene til fald, dersom den perverteres og rettes mod "det forkerte objekt" og dermed fører til ondskab og had mod ens næste, Stolthed, Misundelse eller Vrede. Når den rettes mod det gode, men med for lidt kraft: Dovenskab. Når den rettes mod det gode, men på en forkert måde: Griskhed, Glubskhed og Utugt.
Afsatserne ophører ved Purgatoriebjergets top, der huser Edens have eller det jordiske paradis (otteogtyvende til treogtredivte sang). Her møder Dante først kvinden Matilda. Kommentatorer er ikke enige om Matildas allegoriske betydning. Måske repræsenterer hun aktiv kristendom ved gode gerninger, modsat Beatrice, som i denne tolkningstradition repræsenterer kontemplativ kristendom. I så fald kan hun sammenlignes med bibelske skikkelser som Marta (versus Maria) eller Lea (versus Rakel). Dante bliver dernæst præsenteret for et allegorisk optog: Syv vældige lysestager med brændende lys, der muligvis repræsenterer den helligånds syv gaver. Det følges af repræsentanter for de bibelske bøger: 24 oldinge, som repræsenterer bøgerne i Det gamle Testamente, fulgt af de fire evangelister, repræsenteret ved fire dyr med vinger dækkede af argusøjne. Dyrene følges af en tohjulet triumfvogn, Guds kirke på Jorden, som trækkes af en grif, Kristus med sin dobbelte natur. De syv kardinaldyder repræsenteres af syv unge piger. Fire er jordiske, nemlig Styrke, Mod, Udholdenhed og Mådehold, der danser ved triumfvognens venstre hjul, mens de tre himmelske, Tro, Håb og Kærlighed, danser ved det højre. På vognen står en tilhyllet kvinde, Beatrice, som Dante i sit tidlige værk La vita nuova ("Det nye liv") hyldede som sin store kærlighed. Efter vognen følger repræsentanter for resten af Det nye testamentes bøger. Til sidst kommer Åbenbaringsbogens Johannes – en sovende olding med et ansigt præget af visdom.
Vergil er hedning og kan ikke komme ind i Paradiset. Herfra er det Beatrice der leder Dante. På et allegorisk plan repræsenterer Vergil muligvis fornuften (latin ratio) eller filosofien, mens Beatrice repræsenterer troen (latin fides) eller teologien, som et medium for guddommelig visdom og kærlighed.
Efter at Dante har indset rækkevidden af sine synder, bades han i glemselens flod Lethe, der sletter mindet om dem. Han er så klar til at følge Beatrice op i Himmelen.

### Paradiset
Efter opstigningen fra Purgaoriebjerget (første sang) leder Beatrice Dante gennem Himmelens ni sfærer, der er koncentriske og sfæriske, i tråd med aristotelisk og ptolemæisk kosmologi. Jorden kaster sin kegleformede skygge over de tre første planeter, hvad der genspejles i de moralske mangler hos repræsentanterne her. Dante lader os forstå at han mere end nogensinde før i komedien har vanskeligheder med at finde ord som beskriver oplevelsen. Denne tredje del af Komedien lægger også meget af værkets ideologiske og filosofiske fundament, med den skolastiske filosofi og thomismen som sin måske vigtigste inspirationskilde.
Alle sjæle i Paradiset er hos Gud i Empyreum, men åbenbarer sig nedad i himmelsfærerne efter deres dyder. Gud opfylder hver enkelt sjæls behov for salighed, så ingen ønsker mere end det den har.
Paradisets ni sfærer er:
- Månens sfære (anden til femte sang): De der var gode i ånden, men opgav deres klosterløfte. Dante taler med Piccarda Donati, kusine til hans kone Gemma, og søster til Forese og Corso Donati. Forese er havnet på purgatoriebjerget, mens Corso, fortæller Forese, kommer til Helvede. Piccarda gik i kloster, men broren Corso pressede hende til at forlade klosterlivet for at gifte sig med en af hans håndlangere. Vi møder også Constance, som led samme skæbne. Hun var datter af den normanniske konge af Napoli og Sicilien, Roger 2., og hans tronarving. Hun skal være blevet hentet ud af klostret for at giftes med Henrik 6. af Schwaben, og blev senere mor til kejser Fredrik 2. af Det Tysk-Romerske Rige. I anden sang forklarer Beatrice om Paradisets opbygning (de forskellige englekategorier er Guds instrumenter i de respektive himmelsfærer), himmellegemernes placering, og hemmeligheden ved Månens mørke pletter. Fjerde sang handler om problemet med den evige placering af de salige sjæle (jfr Platons dialog Timaios), og i denne og følgende sang drøftes problemet om klosterløftets ukrænkelighed og menneskets frie vilje.
- Merkur-sfæren (femte til syvende sang): De der var gode i ånden, men higede efter ære og berømmelse. Justinian 1. fortæller om "den romerske ørns" flugt gennem historien: Fra Romerrigets begyndelse med Æneas, gennem etableringen af den kristne kirke til Det hellige tysk-romerske rige og Karl den store. Han refererer også kort historien om Romieu de Villeneuve. I syvende sang svarer Beatrice på uudtalte spørgsmål hos Dante efter Justinians tale: Hvordan kunne Guds retfærdige straf, som benyttede en romersk kejser, (Tiberius), til at konspirere med jødiske ledere i Jerusalem for at dømme Kristus til døden, bruge en anden romersk kejser, (Vespasian), til at straffe det samme Jerusalem ved at ødelægge byen? Beatrice udlægger forskellen mellem Guds og menneskers retfærdighed og den kristne doktrin om menneskets frelse gennem Kristus (cur crux? dvs. "hvorfor korsfæstelsen?"), og forskellene på primær og sekundær skabelse.
- Venus-sfæren (ottende og niende sang): De der var gode i ånden, fyldt af kærlighed, men med ubændig lidenskab eller promiskuitet. Dante møder Karl Martell, som besvarer Dantes spørgsmål om det tilsyneladende paradoks ved arvelighed (hvordan kan retfærdige forældre få uretfærdige børn?). Pilgrimen møder også Cunizza da Romano og Folquet de Marseilles, der udpeger skøgen Rahab, den lyseste ildsjæl i denne sfære.

- Solens sfære (tiende til fjortende sang): De vises sfære. Her presenteres pilgrimmen for to koncentriske cirkler, hver med tolv helgener. I den første ring er blandt andre Thomas Aquinas, som i tiende sang tager ordet og præsenterer de andre medlemmer af ringen, blandt andre sin læremester Albertus Magnus, kong Salomon, Dionysios fra Areopagos og Boethius. I ellevte sang lovpriser dominikaneren Aquinas Frans af Assisi, og afrunder med at beskrive dekadencen i sin egen munkeorden. I den næste sang præsenteres pilgrimmen for den anden helgencirkel. Franciskaneren Bonaventura tager ordet og lovpriser Dominikus, før han beskriver dekadencen i Franciskanerordenen. Til sidst præsenterer han de andre medlemmer i cirklen, blandt andre Pedro Hispano, den senere pave Johannes 21., Johannes Chrysostomos, Anselm af Canterbury, Rabanus Maurus Magnentius og Joakim af Fiore. I trettende sang får Thomas Aquinas igen ordet, og han forklarer hvad han mente i ellevte sang: Salomons visdom som konge var enestående, mens Gud skabte Adam og Kristus direkte og perfekt. Aquinas afrunder med en advarsel mod forhastede domme og udeladelse af nødvendige distinktioner. I næste sang gives ordet til kong Salomon, som efter initiativ fra Beatrice forklarer doktrinen om legemets opstandelse. Pilgrimen ser en tredje lyscirkel med noget han tror drejer sig om "nye substanser", der omslutter de to andre. Han kalder det en "sand udstråling af Helligånden".
- Mars-sfæren (fjortende til attende sang): De der kæmpede for kristendommen. Pilgrimmen møder her sin egen stamfader Cacciaguida, der døde på korstog, og som i femtende sang priser borgerdyderne i Firenze i det tolvte århundrede. I sekstende sang diskuterer han forfaldet i Firenzes fremstående familier, og spørger sig om det modsvarer forfaldet i det moralske liv og i byens sociale harmoni. I den påfølgende sang spår han Dantes fremtid, og betror ham opgaven med at skrive Komedien. Til sidst, i attende sang, nævner han nogle af de andre sjæle i Mars-himlen, som danner et stort, galaktisk kors; efterhånden som Cacciaguida udpeger dem, kommer de til syne som lysglimt i korsets arme: Josva, Judas makkabéeren, Karl den Store, hans nevø Roland, William af Gellone (= William af Oranje), Renouard (en sarasener som konverterede og kæmpede ved hans side), Gottfrid af Bouillon (leder af det første korstog) og Robert Guiscard.
- Jupiter-sfæren (attende til tyvende sang): Retfærdige monarker og regenter. Ligesom fugle der danner formationer, arrangerer de lysende sjæle i denne sfære sig, så de danner bogstaverne: "DILIGITE JUSTITIAM, QUI JUDICATIS TERRAM" ("Elsk retfærdighed, I herskere på Jorden", Visdommens bog 1:1). Det sidste M (for monarchia) ændres først til en lilje (det franske monarkis og Guelfernes emblem), derefter til profilen af en ørn (emblem for Det hellige romerske rige). I nittende sang taler sjælene som danner den symbolske ørn, unisont om emnet retfærdighed: Spørgsmålet om gode hedninges skæbne; om det uransagelige, men fuldkomne, i Guds retfærdighed, og svagheder hos kristne herskere. I den næste sang røber ørnens sjæle navnene på de sjæle der udgør fuglens øje: Kong David udgør pupillen, øjenbrynet formes af kejser Trajan, kong Hezekiah, Konstantin den Store, William 2., Ripheus (en førkristen trojaner, der omtales nogle få steder i Vergils Æneiden). Omtalen af kejser Trajan og Ripheus fører til en redegørelse over Himlens føjelighed, og mysteriet omkring Guds forsyn. Overraskende nok omtales den norske kong Håkon 4. (eller muligvis en af hans forgængere) blandt "de uretfærdige fyrster".[9]

- Saturn (en- og toogtyvende sang): Dem der viede livet til religiøs kontemplation. Her ser pilgrimmen en stige der går opad så langt øjet kan se. Ned ad stigen kommer lysende herligheder, som så bevæger sig i forskellige retninger, nogle tilbage igen. Den ene, Peter Damian, svarer på Dantes spørgsmål om pilgrimmens (manglende) evne til at opfatte himmelsk musik, men han forklarer at han ikke kan svare på hvorfor lige han, Peter Damian, blev udvalgt til at vejlede Dante. Til sidst taler han om klosterlivets og præsteskabets forfald. I toogtyvende sang henvender Benedikt af Nurcia sig til Dante om forfaldet i Benediktinerordenen.
- Fiksstjernenes sfære (to- til syvogtyvende sang): De salige. I treogtyvende sang bliver Dante vidne til et imponerende skue. Han ser de lysende, frelste sjæle og Kristus, og når Kristus trækker sig tilbage, kommer jomfru Maria til syne. I de tre påfølgende sange eksamineres han i de tre kristne kardinaldyder tro, håb og kærlighed, af henholdsvis apostlen Peter, apostlen Jakob og apostlen Johannes. Pilgrimmen får så Adam at se, der besvarer hans spørgsmål om hvad der skete i Edens have og senere, samt forklarer at det menneskelige ursprog ikke var hebraisk, men at alle sprog forandres gennem tiden. I syvogtyvende sang fælder Peter dom over materialismen i Kirken på Dantes tid.
- Primum Mobile (syv- til niogtyvende sang): Englene. Her, i den højeste af de materielle himle, oprindelsen til tid og rum, oplever Dante et symbolsk syn i form af Gud som et lyspunkt omgivet af ni koncentriske, lysende cirkler, som repræsenterer de himmelske sfærer eller engleracer. Dante giver udtryk for sin rådvildhed, da han oplever dette som et omvendt billede af naturens orden (dvs. den geocentriske, ptolemæiske kosmologi). Beatrice forklarer ham at det geocentriske verdensbillede er en inverteret kopi af den grundlæggende virkelighed. Hun forklarer videre om englenes natur, og navngiver de ni (3 x 3) engleordner, sådan som de er beskrevet i De Coelesti Hierarchia (dansk: "De Himmelske Hierarkier") af Pseudo-Dionysios. I niogtyvende sang fortæller hun om englenes skabelse og Lucifers fald. Hun belyser forholdet mellem nåde og gode gerninger, og fordømmer falske kristne tænkere.

Herfra stiger Dante op til en tilstand hinsides fysisk eksistens, til Empyreum (30. til 33. sang), det egentlige paradis. Efterhånden som Dantes syn vænner sig til lyset, kan han se han den himmelske forsamling i form af en rose. På en af de tomme pladser i rosen venter en trone på kejser Henrik 7.s nært forestående ankomst. (Han døde i 1313.) I 31. sang tager Beatrice sin plads blandt de udvalgte. Her må teologien søge hjælp hos mystikken, og hans sidste vejviser bliver den ærværdige Bernhard af Clairvaux. Han går i forbøn for ham hos jomfru Maria, og med hendes hjælp får Dante Gud at se. I dette syn, fortæller Dante, forstår han med ét den store sammenhæng i universet. Synet er imidlertid for herligt til at den menneskelige forstand og hukommelse kan gribe det. Han beskriver enkeltheder han stadig erindrer: Han ser hele skabelsen som en bog, med dens løse ark indbundet på ny. Han ser tre cirkler, som repræsenterer treenigheden. Den anden cirkel får efterhånden omrids som et menneske eller menneskesønnen Kristus. Digteren skriver at han pludselig forstod inkarnationens mysterium, men at ordene og hukommelsen svigter ham.

## Håndskrifttraditionen
Der kendes ikke et håndskrift fra Dantes egen hånd. Det Kongelige Bibliotek ejer to middelalderlige håndskrifter af Den guddommelige Komedie. Heraf er håndskriftet med opstillingssignaturen Thott 411 fol (d.v.s. håndskrift nr. 411 i foliantstørrelse i den Thottske samling) det ældste: Det menes at være skrevet i slutningen af 1300-tallet og indeholder en række interessante illustrationer, hvoraf dog kun nogle er færdige.